# 全翼機

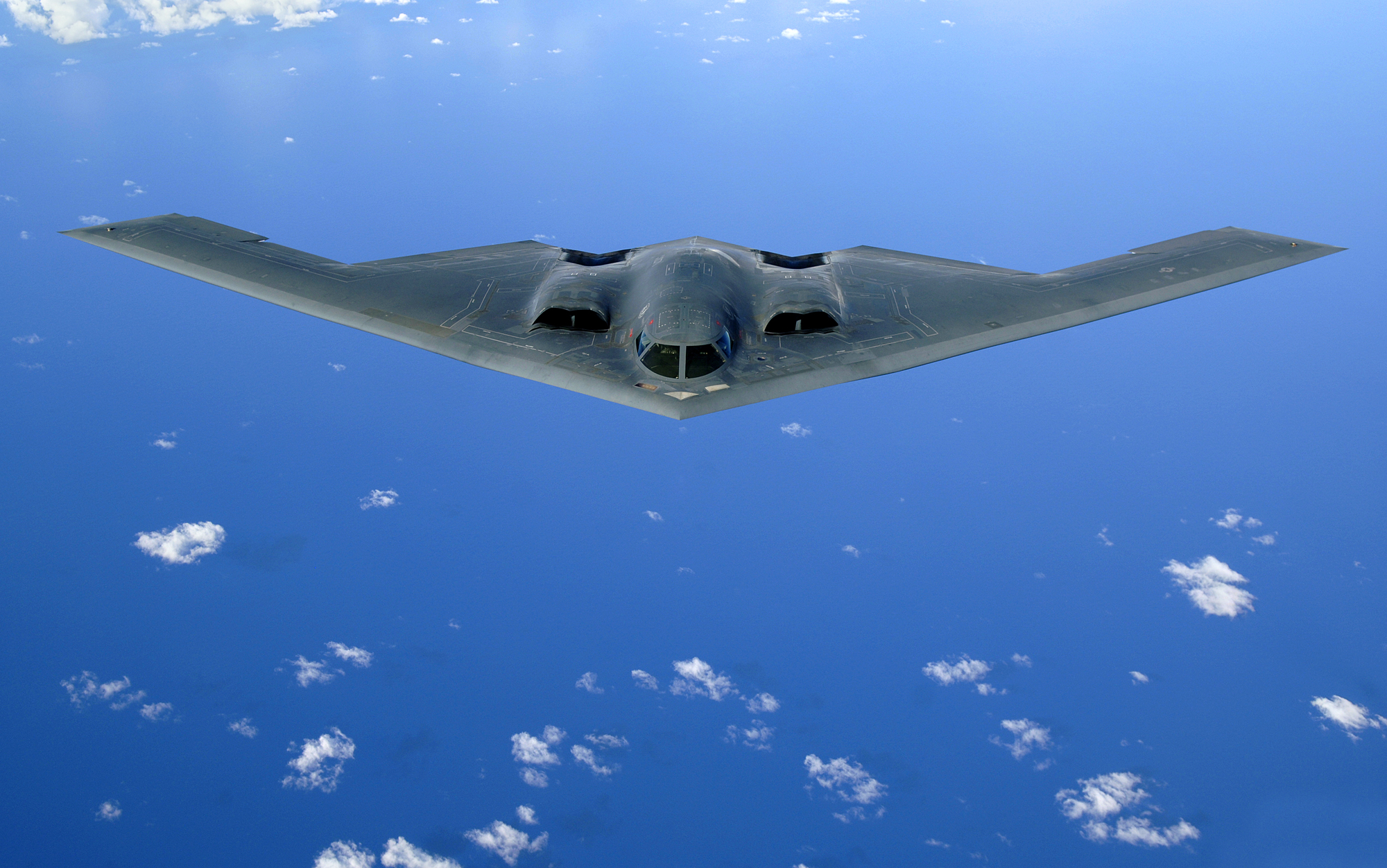
全翼機の例・米軍のB-2爆撃機。

全翼機（ぜんよくき、英語: Flying wing aircraft）とは、胴体部や尾翼がなく、一枚の主翼のみによって機体全体が構成された飛行機のこと。

## 概要
一般的な飛行機は、主翼・胴体・垂直尾翼・水平尾翼で構成される。だが、構成要素が多くなるということは、重量が重くなり、空気抵抗も増すということである。そのため、主翼のみで構成される全翼機の概念が考えられた。しかし、全翼機には設計上の困難が多く、完全な実用機となったものはB-2とB-21しかない。

## 歴史

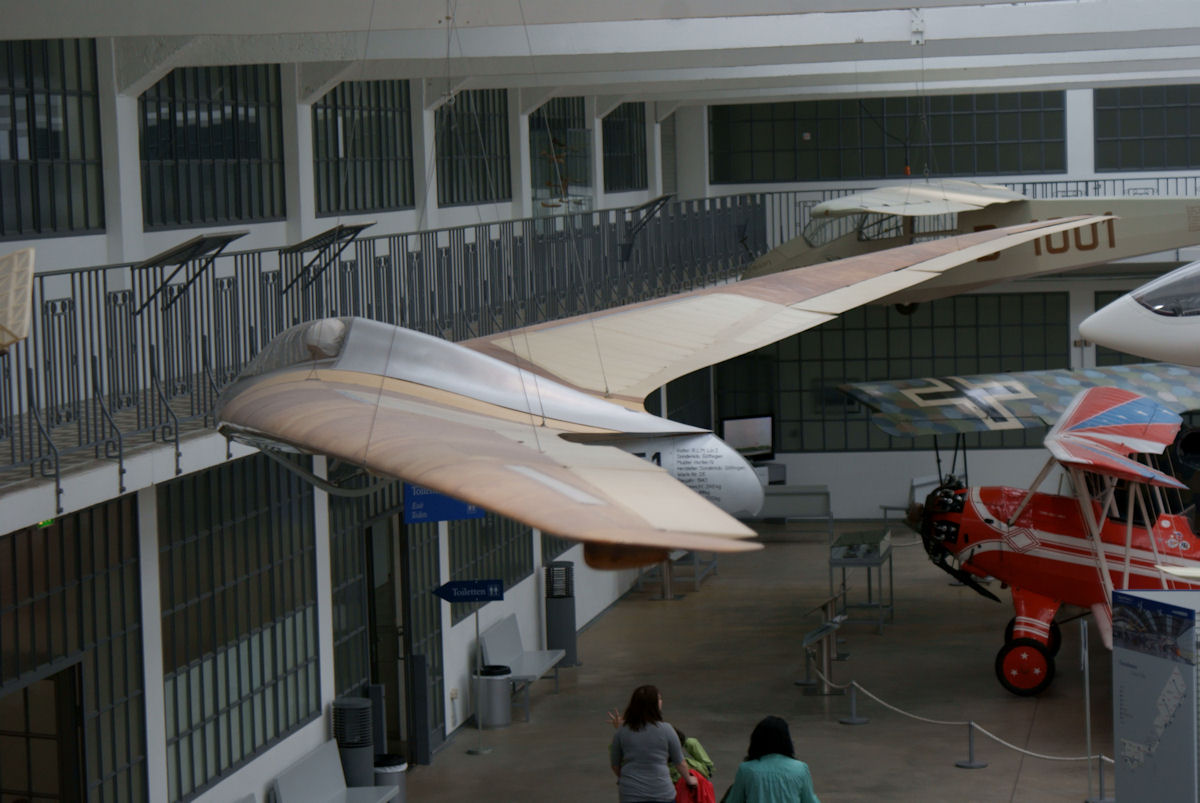
ホルテンIVグライダー

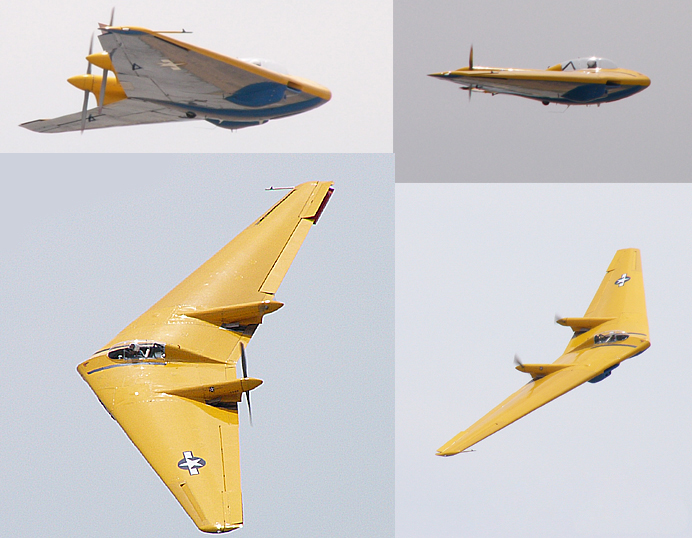
ノースロップ N-1M NASM

無尾翼機の概念は古くからあったが、これが全翼機として考えられ始めたのは20世紀初頭のことである。1910年にはドイツのフーゴー・ユンカースが全翼機の特許を得ている。ユンカースは全翼機の低抵抗と大搭載量により、大西洋横断用旅客機の開発を目指していた。1919年にJG1の名称で開発を行なったが、これは大型機のため、第一次世界大戦敗戦後のドイツに許された航空機開発のサイズ制限に抵触し、開発中止となった。
1930年代以降はジャック・ノースロップやホルテン兄弟をはじめとして、アメリカ合衆国とドイツで全翼機の試作が行われている。ホルテン H-1グライダーは1933年に初飛行しており、1941年にはノースロップ N-1Mが初飛行している。第二次世界大戦中のドイツでは、推力が不足であった初期のジェット機の抵抗軽減のために全翼機に着目し、ホルテン Ho229ジェット戦闘機の試作を行い1944年に初飛行している。
大戦後の1950年代にかけては、アメリカ合衆国の爆撃機デザインとして試作が行われた。低抵抗による航続距離延伸を狙ったものである。ノースロップにより、レシプロのYB-35やジェット推進のYB-49が開発された。しかし、安定性が不足し、航続距離延伸も期待されたほどではなかったことから、実用化には至らなかった。軍用の全翼機に再注目されるのは1970年代のこととなる。全翼機はレーダー反射率が小さいことからステルス性に優れ、安定性を欠くことについてもコンピュータ制御技術によるフライ・バイ・ワイヤを採用することによりこれをカバーすることができようになり、B-2爆撃機が実用化されるに至った。

## 利点と欠点
全翼機の利点と欠点は以下のようなものである。

### 利点
全体の空気抵抗が少なくなる
通常の飛行機では、水平尾翼・垂直尾翼によって機体の安定性を得ている。しかし、これらと胴体との干渉によって空気抵抗が増すことにもなる。
同じ翼面積でも、通常の飛行機より軽量化できる
胴体・尾翼といった部分が無いため、当然重量は軽くなる。また、構造的にも簡単になるためより軽量化しやすい。このような利点が着目され、第二次世界大戦末期から終戦直後にかけてのジェットエンジン黎明期によく研究された。
内部スペースの増加
胴体そのものが揚力を発生させる主翼となるため、内部スペースを大きく空けられる。乗客数を増やした旅客機も構想されている。
ステルス性が高い
尾翼などの反射物が少ないため、ステルス性が高くなる。これはいわば副次的な効果で、全翼機の試験中にわかったことである。これを主目的として作られたのはアメリカ空軍のB-2爆撃機が唯一である。
地面効果が高い
大きな主翼だけの機体なので地面効果が非常に高く、短距離離陸が可能になる。

### 欠点
機体の安定性が悪い
通常の翼型はピッチング方向の動きに対し静的に不安定である。つまり迎角を増やすなり減らすなりする力が働いたとき、翼ではそれを助長するモーメントが働いてしまう。通常の航空機では水平尾翼を取り付けることにより静安定を確保するが、全翼機では他の方法により安定性を得る必要がある。主翼のみで静安定を確保するには、翼形状を工夫して後退翼にして翼端にネジリ下げを付け翼端を水平尾翼として使用するか、S字キャンバーを持つ翼型を採用し、後縁付近を水平尾翼のように安定のために使用しなければならない。しかし、いずれも翼面積あたりの揚力は少なくなって効率が悪くなってしまう。空力的に安定性を得るのではなくコンピュータによる姿勢制御（フライ・バイ・ワイヤ）を行う方法もある。B-2では常時コンピュータによる姿勢制御を行なっている。
垂直尾翼が存在しない機体では、ヨーイング方向について安定性が確保できず、しかもピッチング方向の場合と違って翼型により安定を確保出来ない。後退角を大きくし、ハンググライダーのように大きなネジリ下げを付けるか、抵抗になるのは目をつぶって一種のエアブレーキであるドラッグラダーを常時使用するか、左右エンジンの推力コントロールを含めたコンピュータ制御をする必要がある。B-2などの後退角を持つ全翼機はヨー安定確保のため、通常飛行のみならず離陸時でさえも空気抵抗が増してしまう翼端のドラッグラダーをわずかに開いた状態のまま飛行する。(高いステルス性が要求されるエリアでのみ閉じる) また垂直尾翼の無い全翼機は横滑りに対する自立安定が大変弱く、外乱や片肺などでフラットスピン状態になると自力回復させることはほとんど不可能である。
設計が難しい
上述の欠点を克服できるように通常機には無い全翼機独特の設計を行う必要がある。B-2は機体設計にスーパーコンピュータを利用している。
着陸に長い滑走路が必要になる。
地面効果が非常に強い形状であるがゆえに、着陸でパイロットの予想以上に伸びてしまいオーバーランしやすくなる。また尾翼を持たないため主翼に有効なフラップを付けることが難しい。(もし通常機のようにフラップを下げると強烈な機首下げ状態になってしまうため)
生産性が悪く維持費が高い
胴体・翼の一部なりとも同一断面であったり、細長い形状の物を別所で作って運搬（主として空輸）してきて組み立てられる在来機に対して、全翼機は各部材が他箇所と共用できない複雑な専用三次元形状となりがちで、製造治具類も増え、工員の教育工数も高くつき、工業製品として別所で作って運搬してきて組み立てる工法が取り難い。製造ラインも在来機とは完全に別物となる。結果価格が上がりがちとなる。
修理用交換部材の品目数も増えがちになる。ピッチング方向の動きに対し静的に不安定である為、エンジンは翼下に配し得ず、翼内に収めたエンジンの整備は、翼下にエンジンを吊るされた在来機より高くつく。結果維持費も上がりがちとなる。
旅客機としては横向きの窓が少ない
旅客機としては窓が付けられても天窓が主となり、下手をすると窓の無い軍用輸送機荷室に詰め込まれた兵員と同じ扱いになる。

## 機体一覧

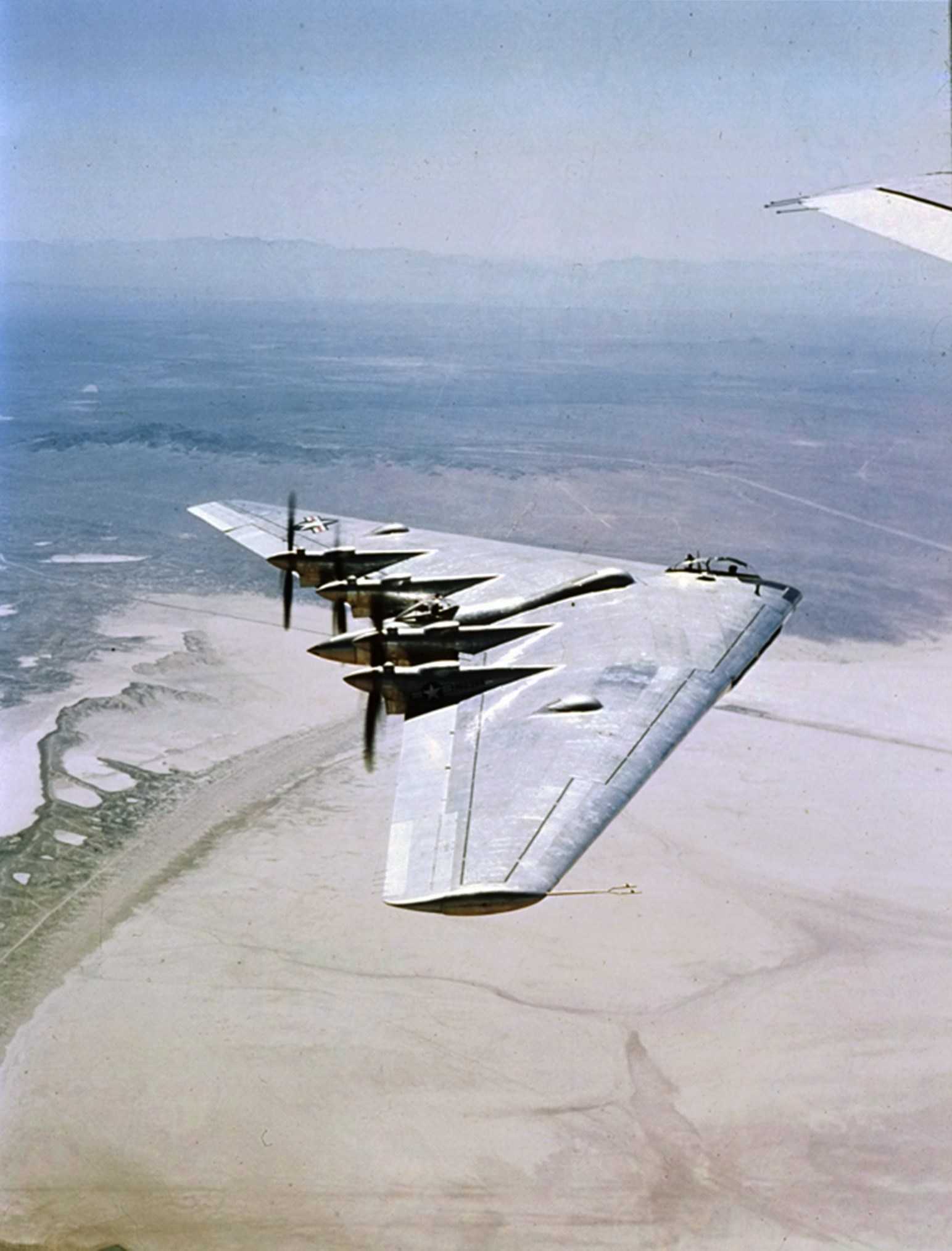
ノースロップ XB-35

- デューン/ショート兄弟共同開発
  - デューンD.5
- ホルテン兄弟(HI～XVIII)
  - Ho IX（Ho229）
- ノースロップ（現ノースロップ・グラマン）
  - YB-35/XB-35
  - YB-49
  - XP-79
  - B-2
  - B-21
  - X-47
  - RQ-180（英語版）
- その他
  - ファセットモービル
  - A-12
  - RQ-170
  - RQ-3 ダークスター
  - X-45C
  - X-48
  - ファントム・レイ
  - 萱場型無尾翼グライダー
  - ダッソー nEUROn
  - タラニス
  - 利剣
  - スキャット
  - S-70 オホートニク-B